# Maia arson crimew
Maia arson crimew  (Lucerna 7 de agosto de 1999), estilizado en minúsculas (maia arson crimew) y anteriormente conocida como Tillie Kottmann, es una desarrolladora y hacker informática suiza.

## Trayectoria
Crimew nació el 7 de agosto de 1999 en Lucerna, Suiza. Se declara no binaria y usa los pronombres femeninos y neutroscon una fuerte preferencia por el neutro. Es autista y se identifica como bisexual y lesbiana. Cuando era adolescente, trabajó en tecnología de la información. Sin embargo, Crimew también es conocida por filtrar el código fuente y otros datos de empresas como Intel y Nissan, y por descubrir una copia no segura  de la Lista de exclusión aérea del gobierno de los EEUU en un servidor CommuteAir en 2019.
Al ser miembro de las Juventudes Socialistas Suizas,se presentó como candidataal Ayuntamiento de Lucerna en 2020. En julio de ese mismo año, crimew publicó el código fuente de docenas de empresas en un repositorio de GitLab.La página de noticias, Bleeping Computerle atribuyó el mérito de haber originado el sonado Nintendo Gigaleak, pero ella después le dijo a Tom's Guide, otra página web de noticias tecnológicas y de hackers, que los datos de  Nintendo no estaban incluidos en la filtración de julio y que nunca había publicado el código de Nintendo en GitLab porque la compañía era "famosa por sus derribos rápidos". Al mes siguiente, el 6 de agosto de 2020, crimew subió más de 20 gigabytes de los datos y fuentes de código fuente de Intel a Mega. Obtuvo los datos de otro hacker que afirmó haber hackeado Intel aproximandamente hacia el mes de mayo del 2020 y crimew lo declararía como una primera entrega de entre otras filtraciones relacionadas con Intel.
Al principio del año siguiente, en enero de 2021, crimew estuvo involucrada en una filtración de código fuente de Nissan, afirmando que adquirió el código filtrado tras haber recibido la información, a través  de una fuente anónima, de que un servidor Bitbucket estaba configurado con un nombre de usuario y una contraseña predeterminados. Mientras tanto, fue la desarrolladora fundadora del popular lanzador de Android "Lawnchair", que sigue estando mantenido por diferentes equipos de desarrollo desde febrero de 2021.

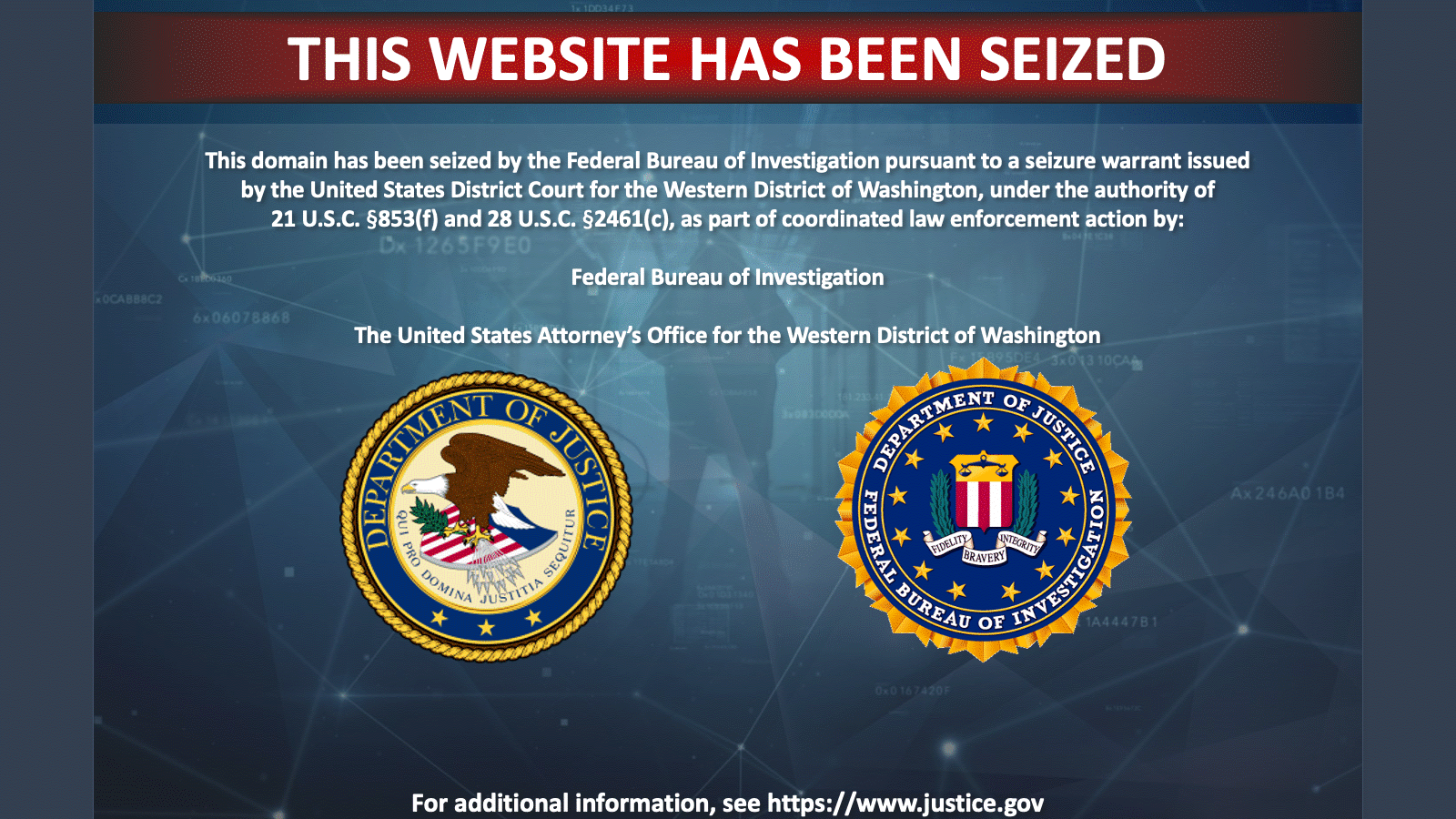
Pancarta que muestra la incautación del dominio git.rip por parte del FBI

Pero su golpe más sonado fue cuando crimew también formó parte de un grupo que pirateó Verkada, una empresa de seguridad en la nube, en marzo de 2021 y accedió a más de 150.000 cámaras. En marzo de 2021, un gran jurado de los EE UU  imputó a crimew por su presunta actividad de piratería informática entre 2019 y 2021. Las acusaciones no estaban relacionados con el hackeo de Verkada. Su casa y la de sus padres fueron allanadas por la policía suiza a petición de las autoridades estadounidenses y sus dispositivos electrónicos fueron incautados. La gente usó el hashtag "#freetillie" para expresar su apoyo después de la redada, y la revista suiza Republik  comparó a crimew con Jeremy Hammond y Aaron Swartz.
Crimew dijo en marzo de 2021 que la mayoría de sus infracciones no requerían mucha habilidad técnica.Además de filtrar datos ella misma, mantuvo un canal de Telegram llamado "ExConfidential"  donde compartió  detalles sobre  las filtraciones de otros.
En marzo de 2021, Distributed Denial of Secrets creó una torrente de datos del canal después de que allanaron la casa de Crimew y confiscaron sus dispositivos.
El 8 de marzo de 2021, un grupo de piratas informáticos que incluía a crimew y se hacía llamar " APT - 69420 Arson Cats"obtuvo derechos de "superadministrador" en la red de Verkada, una empresa de cámaras de seguridad establecida en la nube, que usaban los credenciales que encontraban en la Internet pública. El grupo tuvo acceso a la red durante 36 horas. Recopilaron alrededor de 5 gigabytes de datos, incluidas imágenes de cámaras de seguridad en vivo y grabaciones de más de 150.000 cámaras instaladas en distintas empresas  como las que estaban en  una fábrica de Tesla, en una cárcel en Alabama, un hospital de Halifax Health y en residencias. El grupo también accedió a una lista de clientes de Verkada y a la información financiera privada de la empresa, y obtuvo acceso a las redes corporativas de Cloudflare y Okta a través de las cámaras que Verkada que tenían instalados.
Crimew fue la portavoz del grupo de hackers. Su cuenta de Twitter fue anulada por ir en contra de los términos de servicio de Twitter después de que la usara  para compartir múltiples capturas de pantalla de transmisiones en vivo de cámaras de seguridad. Durante el ataque, crimew tuiteó: "¿Qué pasaría si acabáramos por completo con el capitalismo de vigilancia en dos días?". Se puso en contacto con un periodista de Bloomberg poco después de la infracción, quien avisó a Verkada, que eliminó el acceso de los piratas informáticos a  su red. Creimecrew le dijo a Bloomberg que el hackeo expuso "cuán ampliamente estamos siendo vigilados y cuán poco cuidado se pone al menos en proteger las plataformas utilizadas para hacerlo, con el único objetivo de obtener ganancias". 

La acusación y una redada de la policía suiza en la que se confiscaron los dispositivos electrónicos de Crimew a petición de las autoridades estadounidenses se produjeron poco después de que ella afirmara haber participado en el hackeo de Verkada, pero no contenía cargos relacionados con él. Siete agentes de policía registraron su casa durante la redada y otros quince registraron la casa de sus padres. El FBI confiscó el sitio web git.rip, a través del cual crimew y otros supuestamente compartían datos obtenidos mediante piratería informática. 
En marzo de 2021, un gran jurado acusó a crimew del Tribunal de Distrito de los Estados Unidos para el Distrito Oeste de Washington por acusaciones relacionados con varios ataques que supuestamente llevó a cabo entre 2019 y 2021.  La acusación de doce páginasalegaba que crimew pirateó docenas de entidades,publicó información y códigos patentados de más de 100 entidades, incluidas las pertenecientes a las agencias gubernamentales, y vendió merchandising de piratería, tales  como camisetas. Más tarde describió esta redada como una experiencia traumática y afirmó que sentía que "la habían convertido en un ejemplo". 
A partir del 19 de marzo de 2021, crimew estuvo representada por el abogado Marcel Bosonnet en Suiza. En abril de 2021 se creó una campaña de micromecenazgo para recaudar dinero para poder contratar a un abogado en los EE. UU.

### Respuesta pública
La gente usó el hashtag "#freetillie" para expresar su apoyo a crimew después de la redada de su casa. La investigadora de hacking Gabriella Coleman dijo que esperaba que crimew obtuviera más apoyo en la comunidad de hackers como resultado de la acusación, afirmando que el gobierno de los Estados Unidos ha sido demasiado agresivo al procesar a los hackers que persiguen ideales izquierdistas y antiautoritarios y que " la comunidad hacker tienen esto en cuenta". Un artículo en Republik describió el crimen como "[siguiendo] la tradición de hackers como Jeremy Hammond o Aaron Swartz". Hernâni Marques, miembro de la junta directiva del capítulo suizo del Chaos Computer Club, pidió "solidaridad" con crimenew. Los fiscales de Seattle condenaron este apoyo, y Tessa M. Gorman afirmó que "refugiarse en un motivo supuestamente altruistas no elimina el hedor criminal de tal intrusión, robo y fraude".

### Posibilidad de extradición o juicio en Suiza
Después de la acusación, un portavoz del Departamento de Justicia de los EEUU dijo a Blick que el proceso había sido suspendido y explicó que los EE.UU no continuaría con el caso a menos que crimenew estuviera  en los Estados Unidos de América y  estuviese defendida por un abogado. Crimew confía en que no será extraditada a Estados Unidos. El abogado suizo Roman Kost afirmó que la ley de extradición suiza no permite la extradición de ciudadanos sin su consentimiento, pero en el caso de los piratas informáticos suizos "pueden ser juzgados en Suiza si hay sospechas y pruebas suficientes, y  son declarados culpables, pueden ser castigados". El Departamento Federal de Justicia y Policía de Suiza confirmó a zentralplus que no extradita a nacionales suizos contra su voluntad. El periódico suizo Le Temps informó que los criminales no serían extraditados y, en cambio, serían juzgados en Suiza.
20 Minuten informó que si el crimen fuera juzgado en Suiza, se enfrentaría a un máximo de cuatro años y medio de prisión. Hernâni Marques dijo que "gran parte de lo que [ella] hizo no sería punible en Suiza", señalando que gran parte de los datos filtrados estaban disponibles públicamente en Internet y argumentó que el hackeo de Verkada fue "legítimo y útil para la sociedad". debido a que expuso un problema de falta a la privacidad.En marzo de 2021, Blick informó que una posible orden de arresto por delito emitida polos EEUUr  probablemente sería ejecutada por todos los países que comparten frontera con Suiza. En septiembre de 2021, crimew le dijo a null41 que estaba segura de que nunca más podría viajar a ciertos países y que incluso si pudiera viajar en el futuro, sería arriesgado debido a la posibilidad de extradición desde otros países. Señaló que, a diferencia de Julian Assange, ella no confiaba en la buena voluntad de un país porque la constitución suiza prohíbe su extradición. En octubre de 2021, Zeit Magazin informó que, si bien la Interpol no publicara la mayoría de sus investigaciones, era probable que se hubiera emitido una orden de arresto internacional  contra ella, lo que potencialmente la impediría salir de Suiza.
En julio de 2022, crimew descubrió e informó de una vulnerabilidad en la aplicación de salud mental Feelyou, que exponía las direcciones de correo electrónico de sus casi 80.000 usuarios y permitía a cualquiera conectar publicaciones supuestamente anónimas con las direcciones de correo electrónico de los usuarios que las publicaban.

### Se filtran las listas de No Fly y Selectee
El 19 de enero de 2023, crimew informó que había obtenido acceso a las versiones de 2019 de la Lista de exclusión aérea del gobierno de los EE. UU. de 1,56 millones de entradas y la Lista de seleccionados de 250.000 entradas publicadas por CommuteAir en un servidor en la nube no seguro de Amazon Web Services. Crimew señaló que "me parece un despropósito lo grande que es la base de datos de detección de terrorismo y, sin embargo, todavía hay tendencias muy claras hacia nombres que suenan casi exclusivamente árabes y rusos entre el millón de entradas"; más del 10% de las entradas enumeradas contenían un "Muhammad" ya sea en el campo de nombre o apellido.

### Obra musical
Crimew se describe a sí misma como música y DJ, ha actuado en lanzamientos de colectivos musicales involucrados en la escena hyperpop como Sleepy.zone y Goop House, y el primero la incluye como parte de la banda actual a partir de junio de 2024. También ha autoeditado temas en SoundCloud.

## Vida personal y creencias
Crimew ha citado la curiosidad, el anticapitalismo, el anarquismo y la oposición al concepto de propiedad intelectual como los motivos de su piratería, afirmando que "preocuparse literalmente por nada más que las ganancias definitivamente no resulta en seguridad". Además, ha declarado que cree que código fuente y la documentación deberían ser públicos y que se considera una hacktivista. Crimew ha declarado que haber sufrido discriminación por ser queer contribuyó al desarrollo de sus opiniones políticas.
Crimew también ha sido conocida como Tillie Kottman, "deletescape" y "tillie crimew".  En 2022, cambió legalmente su nombre a maia arson crimew, que está estilizado en minúsculas.